# Chongshan (köpinghuvudort i Kina, Jilin Sheng, lat 42,09, long 129,00)
Chongshan är en köpinghuvudort i Kina. Den ligger i provinsen Jilin, i den nordöstra delen av landet, omkring 370 kilometer sydost om provinshuvudstaden Changchun. Antalet invånare är 2 175. Befolkningen består av 993 kvinnor och 1 182 män. Barn under 15 år utgör 6,0 %, vuxna 15-64 år 84 %, och äldre över 65 år 9,0 %.
Runt Chongshan är det ganska tätbefolkat, med 80 invånare per kvadratkilometer. Det finns inga andra samhällen i närheten. I omgivningarna runt Chongshan växer i huvudsak blandskog.
Genomsnittlig årsnederbörd är 939 millimeter. Den regnigaste månaden är juli, med i genomsnitt 226 mm nederbörd, och den torraste är januari, med 10 mm nederbörd.